# تابستان سیاه (مجموعه تلویزیونی)
تابستان سیاه (به انگلیسی: Black Summer) یک سریال تلویزیون اینترنتی آمریکایی در سبک زامبی است که توسط کارل شافر و جان هیامز ساخته شده‌است. فصل اول، شامل ۸ قسمت، که در تاریخ ۱۱ آوریل ۲۰۱۹ در نت فلیکس منتشر شد.
این سریال عمدتاً توسط جان هیامز نوشته و کارگردانی شده‌است و کارل شافر نویسندگی و کارگردانی قسمت‌های دیگر را بر عهده دارد. سریال مورد تأیید متوسط منتقدان قرار گرفت. بسیاری از مکان‌های فیلمبرداری در کلگری و آلبرتا در کانادا می‌باشد.

## داستان
در پی وقوع فاجعه‌ای بزرگ، بخش عمده‌ای از جمعیت جهان به مردگان متحرک تبدیل می‌شوند. در این شرایط، افرادی که هیچ شناختی نسبت به یکدیگر ندارند باید برای بقا، با یکدیگر متحد شوند و...